# Dystrykt Toledo
Dystrykt Toledo – dystrykt w południowym Belize, ze stolicą w Punta Gorda. Jest najsłabiej rozwiniętym regionem kraju, ale na jego terenie występują nietknięte lasy deszczowe, rozległa sieć jaskiń, nadbrzeżne równiny i przybrzeżne wyspy koralowe zwane cay. Toledo jest ojczyzną wielu kultur, od Mopanów i Kekchí do Kreoli, Garifuna, katolików ze wschodniej Indii, mennonitów, Metysów i potomków przybyłych tu po wojnie secesyjnej konfederatów.

## Geografia
Na terenie dystryktu znajduje się wiele wsi, w tym Monkey River Town i Toledo Settlement, wsie Majów – San Pedro Columbia, Blue Creek, Indian Creek, Santa Cruz, San Antonio, San Jose, San Felipe oraz wieś Garifuna Barranco. Znaleźć tu można również szereg ruin miast Majów. Zgodnie ze stanem z 2010 r. dystrykt Toledo ma 30 538 mieszkańców.

## Gospodarka
Gospodarka dystryktu Toledo opiera się na rolnictwie. Uprawia się fasolę i kukurydzę, jak również ryż, który jest sprzedawany firmie Big Falls Rice Mill. Kakao jest uprawiane tradycyjnymi metodami i jest sprzedawane poprzez Toledo Cacao Growers Association do firmy Green & Black’s, produkującej słynną czekoladę Maya Gold, jak również innym krajowym producentom czekolady. Historyczne i obecne związki dystryktu z kakaem są świętowane corocznie w maju na festiwalu „Toledo Cacao Festival”. Farmerzy uprawiający inne rośliny na sprzedaż, takie jak: kawę, jams, słodkie ziemniaki, chili, ostre papryczki, awokado, pomarańcze i banany sprzedają je targu w Punta Gorda w poniedziałki, środy, piątki i soboty.
Drobni rybacy prowadzą połowy ze swoich dłubanek, jak również w czasie sezonu nurkują w poszukiwaniu homarów i muszli. Port Honduras Marine Reserve leżący na północ od Punta Gorda, jest rezerwatem morskim, a wody dystryktu są uważane za belizańską stolicę ryby z rodziny okoniowatych – sierpika permita. Wielu tradycyjnych rybaków uczestniczy obecnie w kursach na instruktorów wędkarstwa muchowego w ramach projektów prowadzonych przez lokalne grupy ochrony przyrody i mających na celu zdobycie alternatywnych źródeł utrzymania.
Turystyka jest ważną i stosunkowo nową branżą dla dystryktu Toledo. Dawniej uważany był za obszar tylko dla twardzieli i poszukiwaczy przygód, ale otwarcie nowej bazy turystycznej, jak również rosnąca świadomość na temat dużej ilości obszarów chronionych, dzikiej przyrody i przybrzeżnych wysp koralowych spowodowały, że Toledo jest uważane za ważny „wschodzący kierunek”.

## Galeria

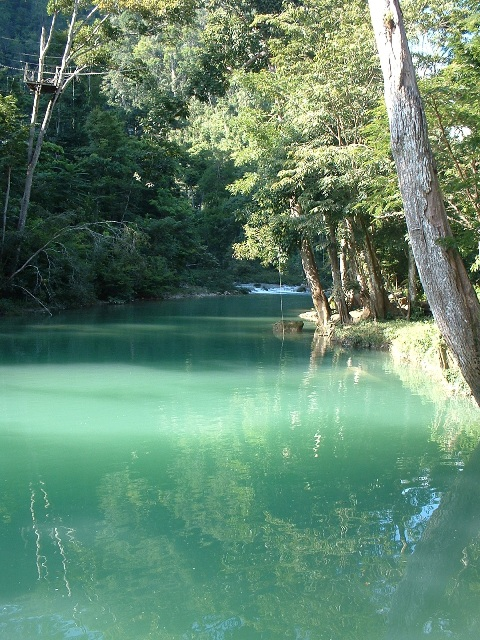
Rzeka Blue Creek, Belize
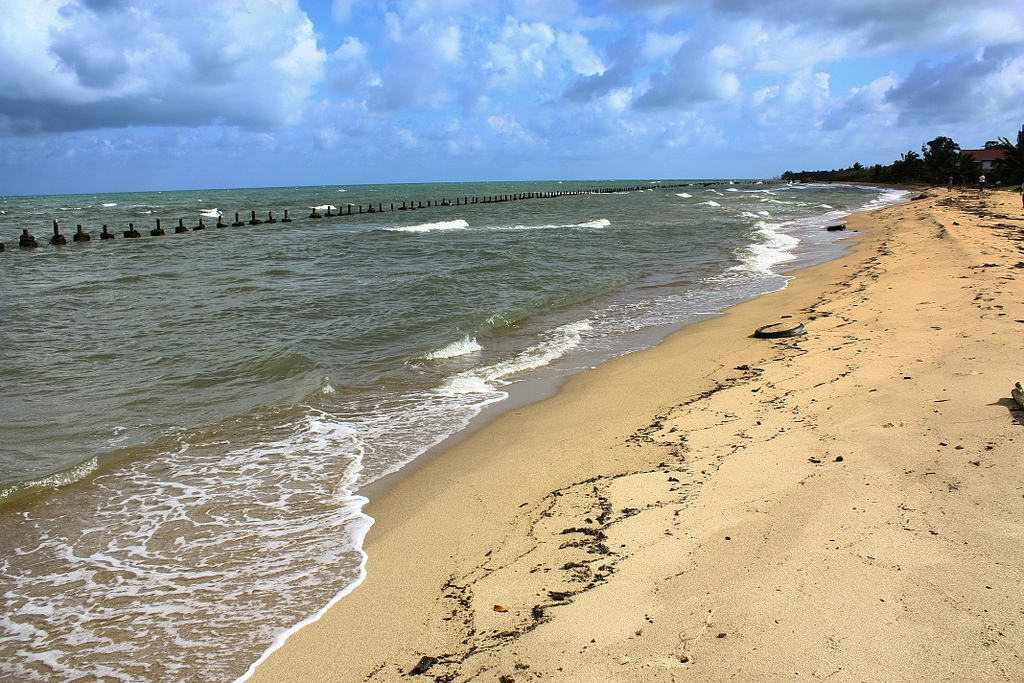
Monkey River Town
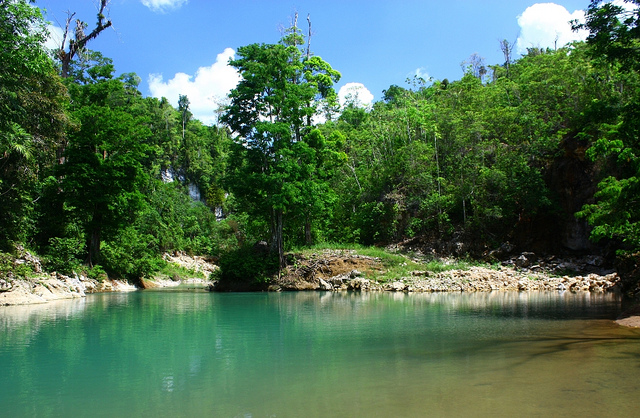
San Miguel Branch
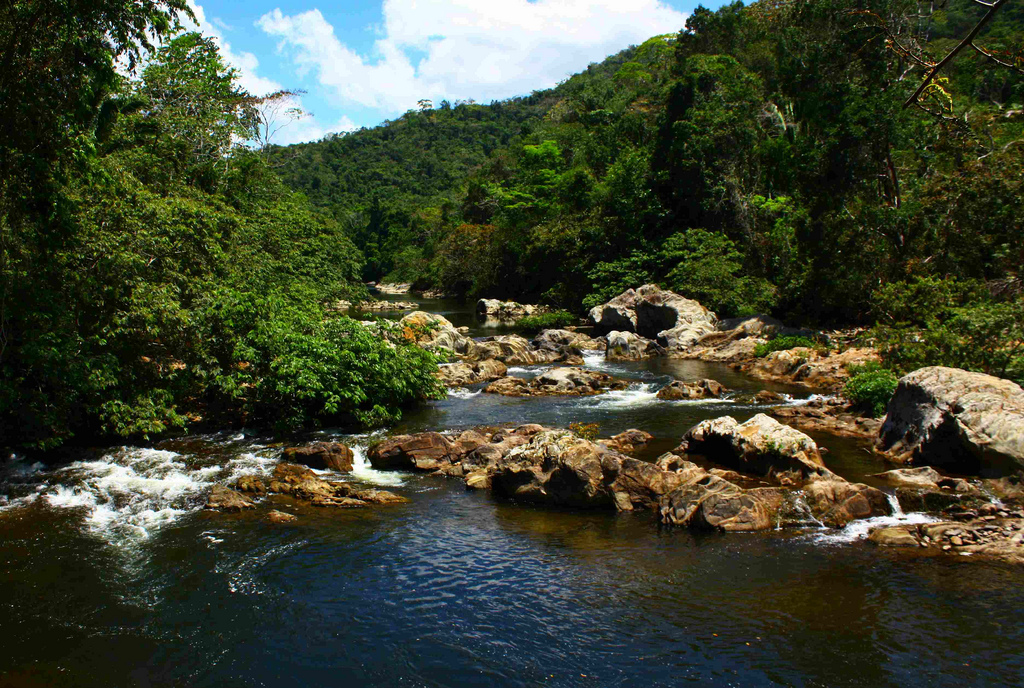
Swasey Branch
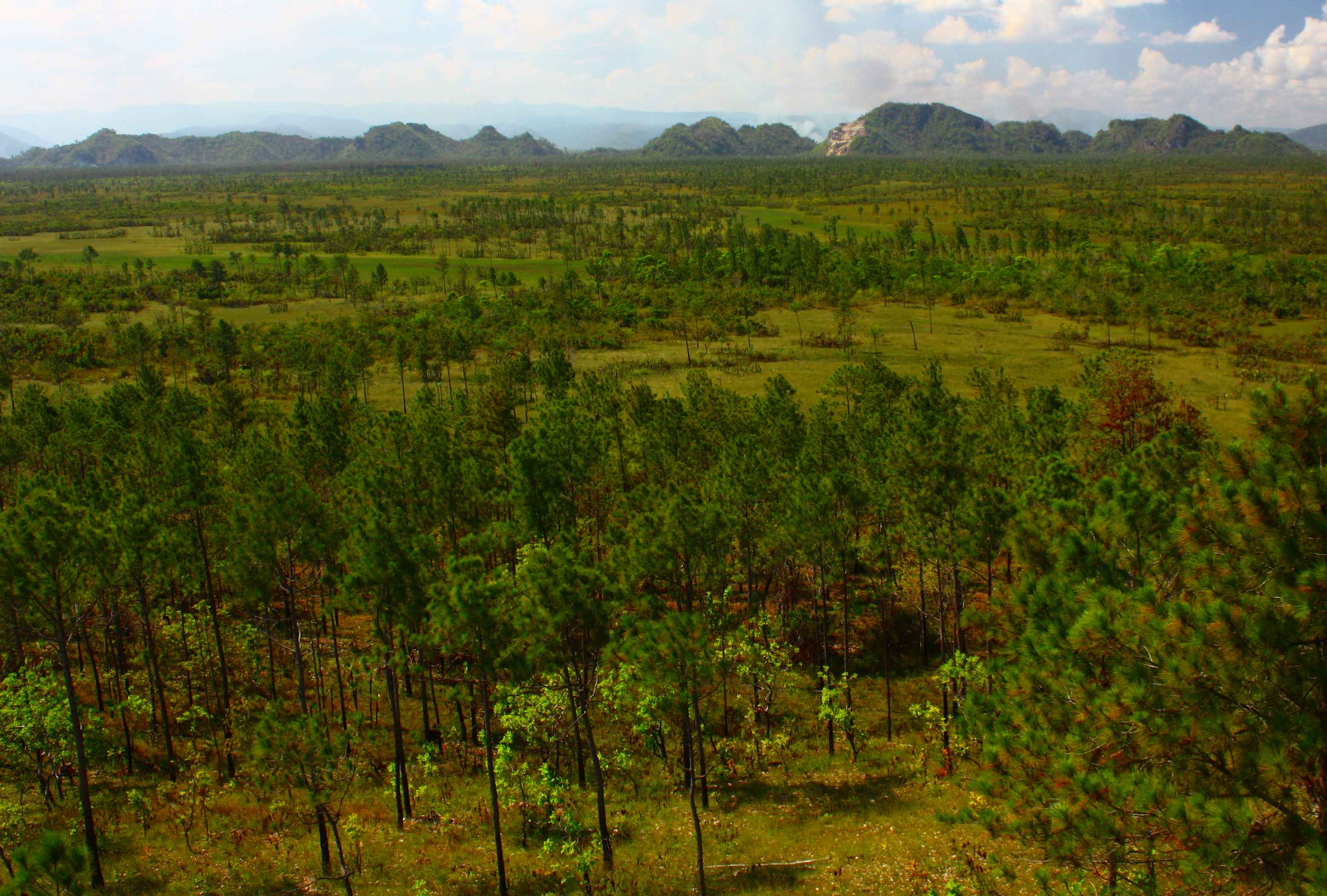
Rezerwat Bladen Reserve, widok w kierunku gór Maya
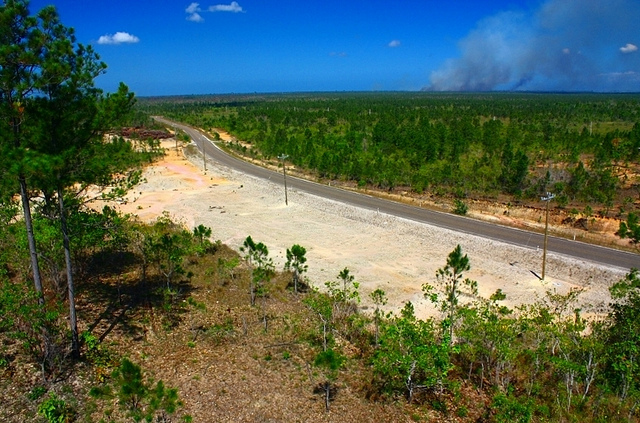
Szosa Southern Highway

## Transport
Dostęp do dystryktu Toledo zapewnia niedawno wybudowana droga Southern Highway oraz szereg dróg przez busz prowadzących do wielu wsi w dystrykcie. Komunikację autobusową zapewnia firma James Bus Line z Punta Gorda, natomiast z Punta Gorda odbywa się kilka regularnych lotów dziennie obsługiwanych przez Tropic Air i Maya Island Air.

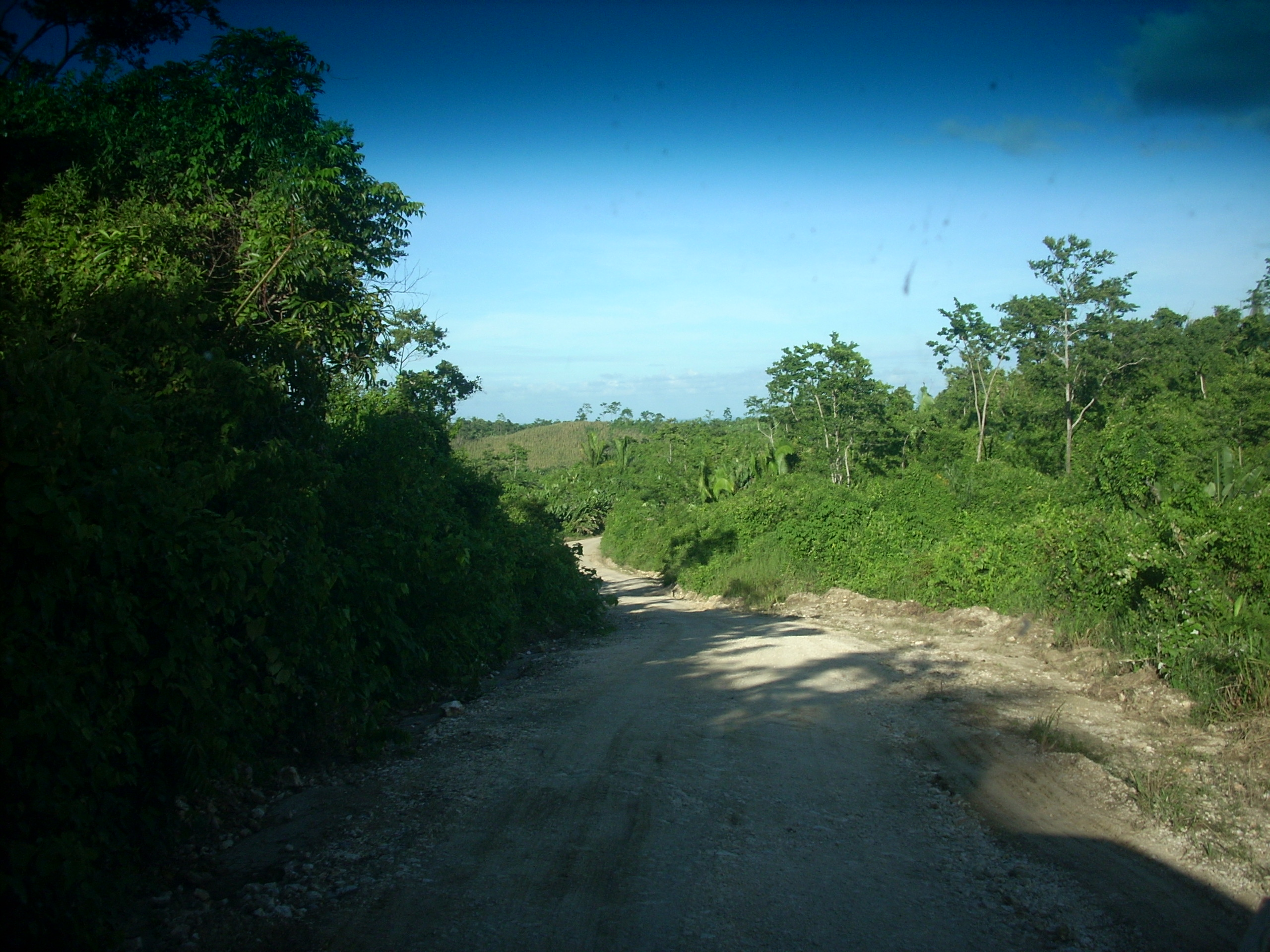
Droga Dump-Jalacte, widok w kierunku wschodnim, na wschód od wsi Santa Cruz

## Wydarzenia
Co roku, w czasie weekendu Commonwealthu, Toledo jest gospodarzem Festiwalu Czekolady. Uczestniczą w nim wytwórcy czekolady z całego kraju, jak również artyści i rzemieślnicy, których twórczość i działalność jest związana z czekoladą. Według Thomasa Tilleta, koordynatora festiwalu z ramienia Związku Plantatorów Kakao z Toledo, członkami związku jest obecnie około 1100 plantatorów.

## Zabytki architektury
W dystrykcie zachowało się w formie ruin kilka zespołów architektonicznych dawnych Majów. Miasto Nim Li Punit pochodzi z okresu klasycznego cywilizacji Majów i jest znane z boisk do gry ullamaliztli i rzeźbionych stel. Piramidy i kamienne groby w mieście Lubaantun zostały zbudowane z kamienia bez użycia zaprawy murarskiej.

## Okręgi wyborcze
W dystrykcie znajdują się dwa okręgi wyborcze: Toledo East i Toledo West.